# Amsterdam-Oost
Amsterdam-Oost (deutsch Amsterdam-Ost) ist ein Stadtbezirk in der Gemeinde Amsterdam, Provinz Nordholland, der 147.712 Einwohner (Stand: 1. Januar 2024) auf einer Grundfläche von 22,44 km² zählt.

## Geschichte
Bis 1921 war Watergraafsmeer eine selbstständige Gemeinde, wurde jedoch später der Gemeinde Amsterdam zugeteilt und war ab 1987 offiziell ein Ortsteil von Amsterdam. Ost wurde 1990 offiziell als Stadtteil erkannt. 1998 wurden die beiden Viertel unter dem Namen „Oost-Watergraafsmeer“ als Stadtviertel zusammengefügt. Seit 2010 ist Amsterdam-Oost ein Stadtbezirk und Watergraafsmeer ein Wohnviertel des Bezirkes, außerdem wurden Zeeburg und IJburg als Stadtviertel dem Bezirk Ost zugeteilt.
Das „Internationale Institut für Frauengeschichte“ hatte bis Oktober 2011 seinen Sitz am Obiplein in der früheren Gerhard-Majella-Kirche.

## Stadtviertel
In Watergraafsmeer (auch Oost-Watergraafsmeer genannt) liegen die Wohnviertel Weesperzijde, am östlichen Ufer der Amstel. 1629 wurde der Binnensee Watergraafsmeer trockengelegt und war für lange Zeit die wichtigste Verbindung nach dem Ort Weesp. Die Oosterparkbuurt wird begrenzt durch die Wibautstraat, Linnaeusstraat, der Mauritskade sowie der Bahnlinie Amsterdam – Utrecht. Das Viertel wurde Ende des 19. Jahrhunderts angelegt. Amsteldorp wurde 1948 angelegt in der Nähe des Bahnhofes Amstelstation. Die Dapperbuurt wurde nach dem niederländischen Arzt und Historiker Olfert Dapper (1636–1689) genannt. Die Transvaalbuurt zählt etwa 10.000 Einwohner (Stand 2012) auf 38 Hektar Grundfläche. Der Name „Transvaalbuurt“ wurde nach der früheren Kolonie Transvaal in Südafrika genannt. Betondorp (deutsch Betondorf) wurde zwischen 1923 und 1925 gebaut als Experiment. Es wurden Möglichkeiten untersucht Häuser mit viel Beton und weniger Backsteinen zu bauen. In dieser Bauperiode waren Backsteine teuer und nach dem Ersten Weltkrieg fehlten dringend preisgünstige Wohnungen für das öffentliche Wohnwesen (niederländisch Volkshuisvesting). Die 1950 bis 1954 erbaute Siedlung Jeruzalem in der Gartenstadt Frankendael gehört zu den 100 bedeutendsten niederländischen Denkmälern (Rijksmonument) der Nachkriegszeit.
In Amsterdam-Oost liegt auch der Dappermarkt mit multikultureller Atmosphäre, ähnlich dem Albert Cuyp–Markt in De Pijp. Der Markt befindet sich in einer Einkaufsstraße mit rund 240 Verkaufsständen. Er wurde 2006 und 2007 zum besten Markt in den Niederlanden ausgerufen. Hier befindet sich auch das Persmuseum (deutsch Pressemuseum) und der Bahnhof Amsterdam Amstel.

## Parkanlagen
Der Oosterpark war 1886 ein Grünanlage, umzäunt von Bäumen und Gestrüpp, 1891 wurde dann die Parkanlage angelegt. Heute wird jährlich am 5. Mai das Oosterparkfestival gehalten und im Juni das Festival für „Weltmusik“ (niederländisch Wereldmuziek), ein Teil des „Amsterdamer Roots Festival“.

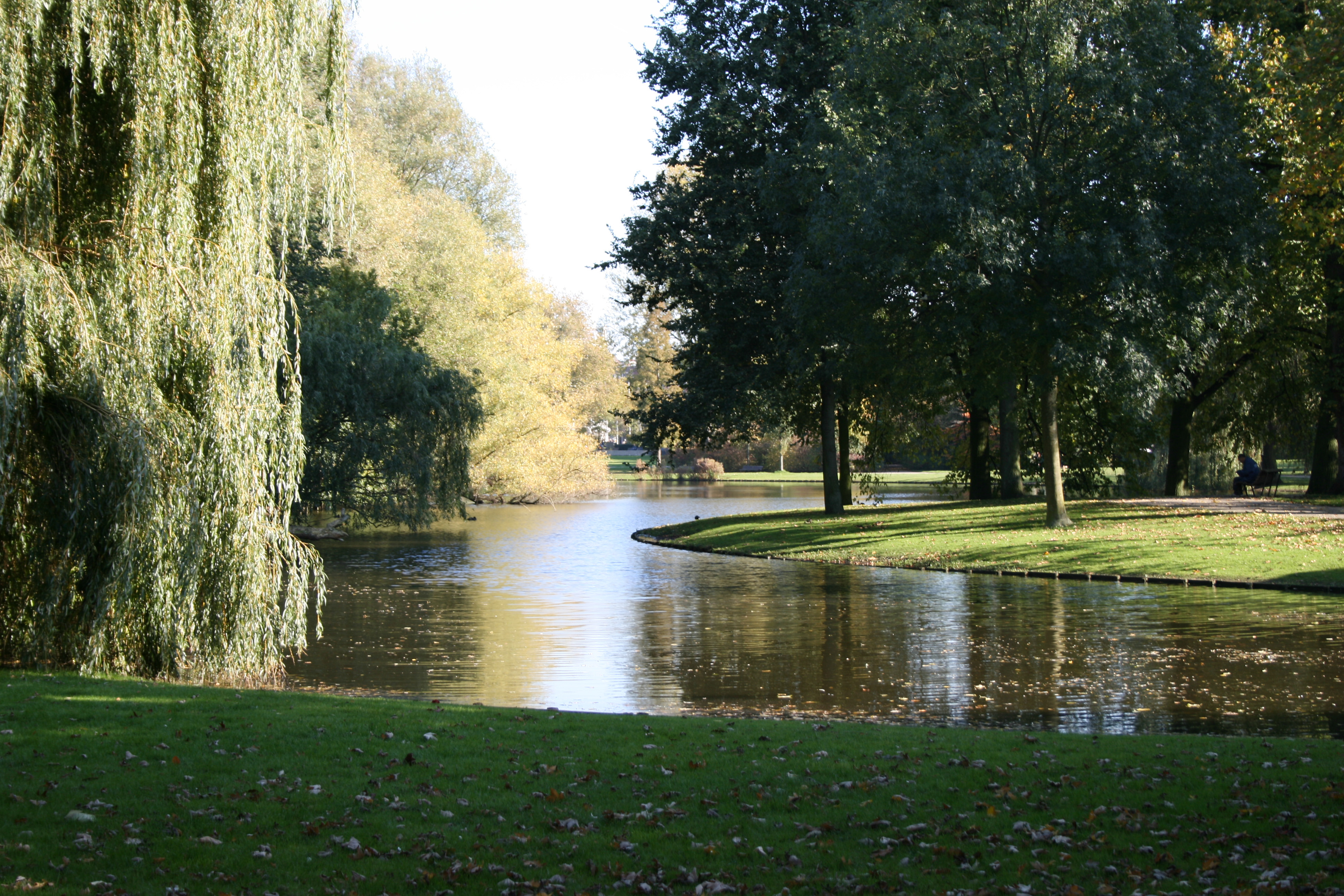
Oosterpark

Nach dem Vorbild des Londoner Speakers’ Corner im Hyde Park wurde am 5. Mai 2005 im Oosterpark der „Spreeksteen“ gegründet wo jeden Sonntagmittag Besucher Vorträge halten können. Direkt neben IJburg liegt der Diemerpark, doppelt so groß wie der Vondelpark. Ein Natur- und Erholungsgebiet (niederländisch Recreatiegebied) mit einer Spielwiese für Kinder, einer Sportanlage und einer Freilichtbühne. In der Mitte befindet sich ein großer Teich.

## Trivia
Das „Containerdorp“ (deutsch Containerdorf) am Wenckebachweg besteht aus circa 1000 Containern, in denen Studenten wohnen. Es ist das größte „Containerdorf“ in Europa und wurde als Notlage angelegt da die vielen Studenten auf dem freien Wohnungsmarkt keine Zimmer oder Wohnungen zum Mieten finden.